# Remigio Cantagallina

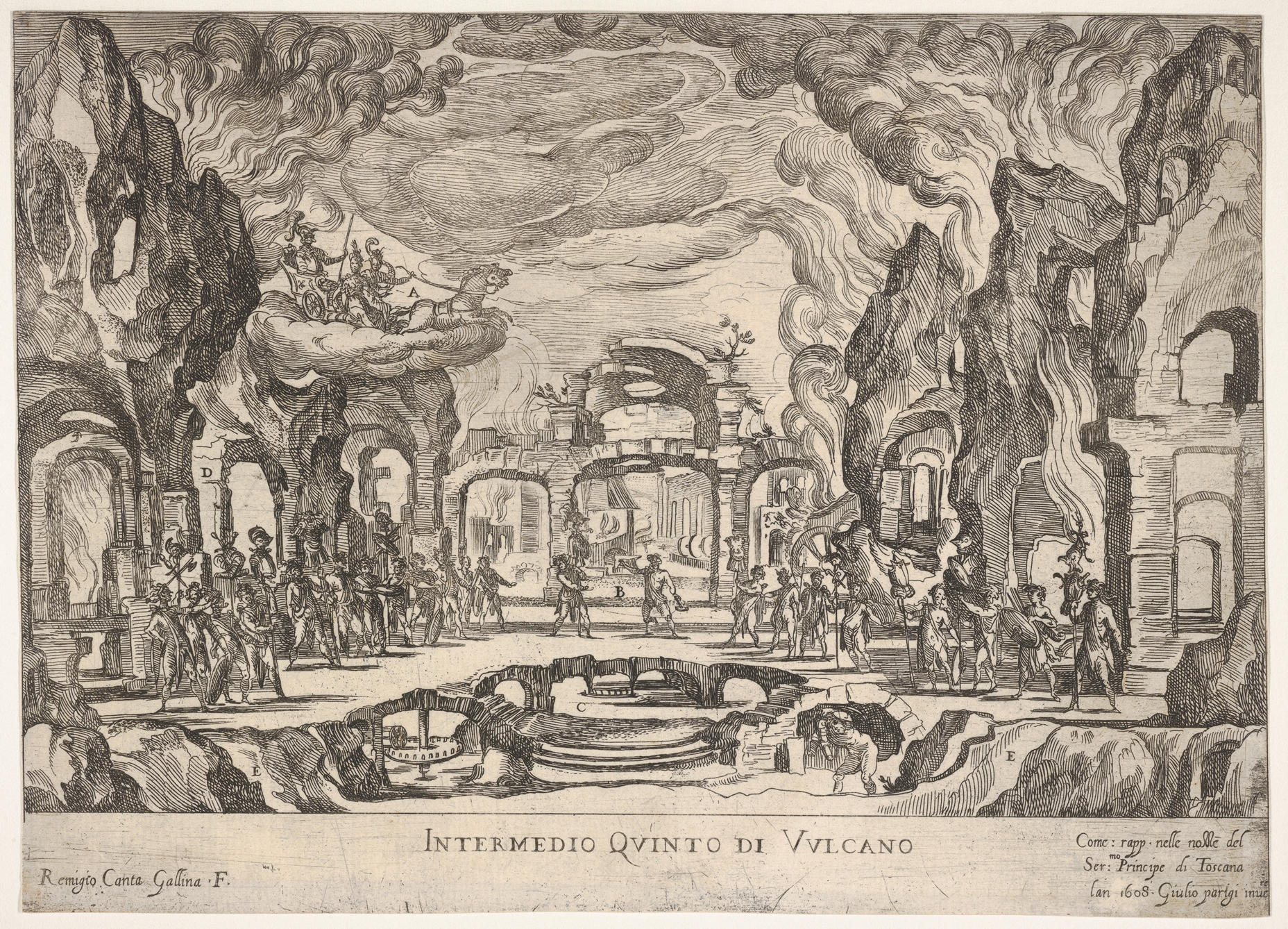
Quinto interludio: Vulcano, de la serie Siete Interludios para la celebración de la boda de Cosme II de Médici en Florencia (1608), Museo Metropolitano de Arte, Nueva York

Remigio Cantagallina (Sansepolcro, 1582-Florencia, 1656) fue un pintor y grabador italiano. 

## Biografía
Discípulo de Giulio Parigi, no destacó especialmente como pintor, por lo que se dedicó sobre todo al grabado, con cierta influencia de Paul Brill. Fue autor de paisajes y escenas costumbristas, así como la serie Siete Interludios para la celebración de la boda de Cosme II de Médici en Florencia (1608). Trabajó sobre todo al aguafuerte. Su obra gráfica influyó en Jacques Callot y Stefano della Bella.